# Callithomia lauta
Callithomia lauta är en fjärilsart som beskrevs av Fox 1945. Callithomia lauta ingår i släktet Callithomia och familjen praktfjärilar. Inga underarter finns listade i Catalogue of Life.